# Zuflucht (Schwarzwald)
Zuflucht ist ein Ortsteil von Bad Peterstal-Griesbach in Baden-Württemberg.

## Geographie

### Geographische Lage
Der Ort liegt rund 15 Kilometer westlich von Freudenstadt an der Schwarzwaldhochstraße. Unmittelbar westlich des Ortes Zuflucht liegt der 963 Meter hohe Roßbühl mit der 1794 erbauten Röschenschanze. Der Hohe Kopf, etwas nördlich des Ortes, ist 943 Meter hoch. Nahe Zuflucht an der Alexanderschanze gabelt sich die Schwarzwaldhochstraße in die B 500 Richtung Baden-Baden und die B 28 Richtung Kehl und Straßburg. Zuflucht liegt am Westweg von Pforzheim nach Basel und bietet Wander- und Wintersportmöglichkeiten. 
Die Oppenauer Steige, eine beliebte Motorradfahrerstrecke, führt mit bis zu 18 Prozent Steigung und engen Kurven von Oppenau zur Zuflucht.

## Geschichte

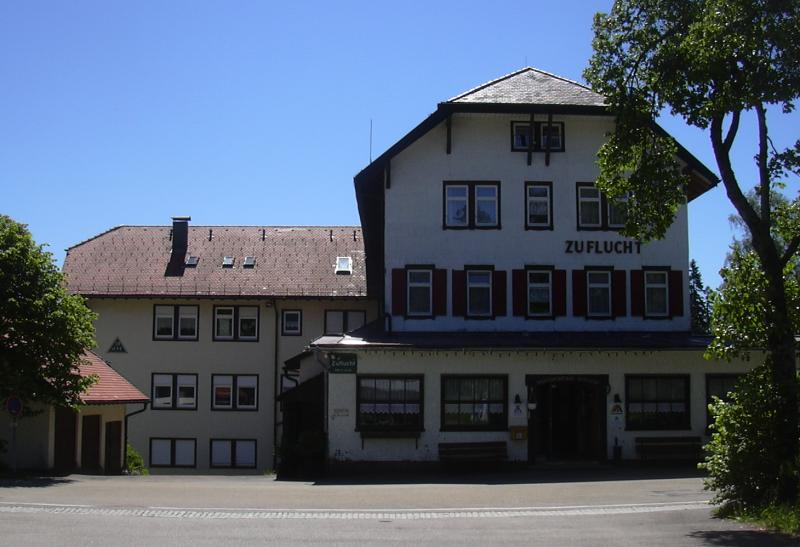
Ehemalige Jugendherberge Zuflucht

1806 wurde an der Roßbühlstraße eine Hütte errichtet, die Hirten und Waldarbeitern Schutz bieten sollte. Ab 1832 wurden dort auch erste Gäste bewirtet. Im Jahr 1841 wurde der Name der Hütte in „Zuflucht“ geändert. 1847 fand der Hüttenwirt vier Händler, die sich im Schneesturm verirrt hatten und konnte ihnen das Leben retten. Im Lauf der Jahre wurden auf der Zuflucht immer wieder verletzte oder verirrte Menschen gerettet. Nach 1900 begann der Skitourismus und das kleine Berggasthaus wandelte sich in ein Höhenhotel. 1908 entstand ein Neubau mit 19 Zimmern, und im Jahr 1912 erhielt das Haus elektrischen Strom. 1980 wurde das Haus nach dem Tod des letzten Hoteliers in eine Jugendherberge umgebaut. Die Jugendherberge wurde Ende 2006 wegen stark gesunkener Übernachtungszahlen geschlossen. Im August 2012 wurde sie als Hotel wieder eröffnet.

### Name
Der Name des Ortes mit weniger als 100 Einwohnern erinnert an die Schwierigkeiten, die früher mit einer Schwarzwaldüberquerung verbunden waren.